# Lijst van rijksmonumenten in Kralingen
Kralingen-Crooswijk in Rotterdam telt 59 inschrijvingen in het rijksmonumentenregister. Hieronder een overzicht.

## Struisenburg
Struisenburg in Rotterdam telt 5 inschrijvingen in het rijksmonumentenregister. Hieronder een overzicht.
| Object | Oorspronkelijke functie? | Bouwjaar                           | Architect | Locatie                                    | Coördinaten?                  | Nr.?   | Afbeelding                                                               |
| --- | ------------------------ | ---------------------------------- | --------- | ------------------------------------------ | ----------------------------- | ------ | ------------------------------------------------------------------------ |
| Stoomgemaal Schieland | Gemaal                   | 1888-1889                          |           | Admiraliteitskade 94                       | 51° 55' 22" NB, 4° 29' 55" OL | 506425 | Meer afbeeldingen                                                        |
| Stoomgemaal Schieland | Opslag                   | 1888-1889                          |           | Admiraliteitskade 96                       | 51° 55' 22" NB, 4° 29' 55" OL | 506426 | Stoomgemaal Schieland                                                    |
| Uitwateringsduiker met bijbehorende watertoebuizen                                                                                                  | Aanlegvoorziening        | 1741-1742                          |           | Admiraliteitskade 94                       | 51° 55' 22" NB, 4° 29' 55" OL | 508223 | Uitwateringsduiker met bijbehorende watertoebuizen                       |
| Boerderij "In den Rustwat" met gevelsteen, doch van 17e-eeuwse uiterlijk                                                                            | Boerderij                | 1597 1960 (verplaatst en herbouwd) |           | Honingerdijk 96                            | 51° 55' 6" NB, 4° 31' 7" OL   | 32913  | Boerderij "In den Rustwat" met gevelsteen, doch van 17e-eeuwse uiterlijk |
| Stenen Leeuwen. Drie gebeeldhouwde natuurstenen leeuwen, afkomstig van het Hofpoortje en gemerkt: "J. Keerbergen fecit". gerestaureerd door Stracke | Erfscheiding             | eind 18e eeuw                      |           | bij Karl Landsteinhof aan de Maasboulevard | 51° 55' 14" NB, 4° 30' 0" OL  | 32785  | Meer afbeeldingen                                                        |

## De Esch
De Esch in Rotterdam telt 6 inschrijvingen in het rijksmonumentenregister. Hieronder een overzicht.
| Object | Oorspronkelijke functie?  | Bouwjaar               | Architect | Locatie            | Coördinaten?                  | Nr.?   | Afbeelding |
| --- | ------------------------- | ---------------------- | --------- | ------------------ | ----------------------------- | ------ | --- |
| Villa-achtige woning met verdieping onder samenstel van zadel- en schilddaken, opgetrokken in baksteen, afgewisseld met gele ijsselsteenbanden                                                                               | Dienstwoning              | laatste kwart 19e eeuw |           | Rijnwaterstraat 10 | 51° 54' 47" NB, 4° 31' 17" OL | 32915  | Villa-achtige woning met verdieping onder samenstel van zadel- en schilddaken, opgetrokken in baksteen, afgewisseld met gele ijsselsteenbanden                                   |
| Laboratorium | Nutsbedrijf               | eerste kwart 19e eeuw  |           | Watertorenweg 160  | 51° 54' 46" NB, 4° 31' 13" OL | 32916  | Laboratorium |
| Boerderij, bestaande uit een parallel aan de dijk gebouwd woonhuis, onder een zadeldak met de daarnaast gelegen stal. In het woonhuis vensters met luiken en 12-ruitsschuiframen                                             | Boerderij                 | 18e of 19e eeuw        |           | Nesserdijk 262     | 51° 54' 15" NB, 4° 31' 25" OL | 32918  | Boerderij, bestaande uit een parallel aan de dijk gebouwd woonhuis, onder een zadeldak met de daarnaast gelegen stal. In het woonhuis vensters met luiken en 12-ruitsschuiframen |
| Boerderij, bestaande uit een parallel aan de dijk gebouwd woonhuis, waarnaast de stal, beide onder een hoog zadeldak. Achtervleugel onder zadeldak met puntgevel. In het woonhuis vensters met luiken en 16-ruitsschuiframen | Boerderij                 | 18e eeuw               |           | Nesserdijk 368     | 51° 54' 7" NB, 4° 31' 37" OL  | 32919  | Meer afbeeldingen |
| Toepad: Joodse Begraafplaats met ijzeren toegangshek | Begraafplaats en -onderdl | 19e eeuw               |           | Toepad 65          | 51° 54' 31" NB, 4° 31' 56" OL | 32923  | Meer afbeeldingen |
| Pompstationgebouw met machinekamer en ketelhuis | Nutsbedrijf               | 1884-1888              |           | Watertorenweg 160  | 51° 54' 45" NB, 4° 31' 16" OL | 333995 | Pompstationgebouw met machinekamer en ketelhuis |
| Erf Vlasblom: stalgebouw | Boerderij                 | tweede kwart 19e eeuw  |           | Nesserdijk 262bij  | 51° 54' 15" NB, 4° 31' 25" OL | 527714 | Upload foto |
| Erf Vlasblom: stalgebouw | Boerderij                 | 1886                   |           | Nesserdijk 262bij  | 51° 54' 16" NB, 4° 31' 27" OL | 527717 | Upload foto |
| Erf Vlasblom: erf | Boerderij                 | 19e-20e eeuw           |           | Nesserdijk 262bij  | 51° 54' 16" NB, 4° 31' 27" OL | 527718 | Upload foto |

## Crooswijk
Crooswijk in Rotterdam telt een aantal inschrijvingen in het rijksmonumentenregister. Hieronder een overzicht.
| Object | Oorspronkelijke functie?  | Bouwjaar                                   | Architect                                                     | Locatie                 | Coördinaten?                  | Nr.?   | Afbeelding                                                         |
| --- | ------------------------- | ------------------------------------------ | ------------------------------------------------------------- | ----------------------- | ----------------------------- | ------ | ------------------------------------------------------------------ |
| Algemene Begraafplaats Crooswijk: tempelvormig poortgebouw in neoclassicistische stijl                                                                     | Begraafplaats en -onderdl | 1832                                       | P. Adams                                                      | Crooswijksebocht 31     | 51° 56' 13" NB, 4° 29' 17" OL | 506294 | Meer afbeeldingen                                                  |
| Algemene Begraafplaats Crooswijk: voormalig drenkelingenhuis annex arbeiderswoning in sobere chalet-stijl                                                  | Begraafplaats en -onderdl | 1895                                       |                                                               | Crooswijksebocht 30     | 51° 56' 13" NB, 4° 29' 18" OL | 506295 | Meer afbeeldingen                                                  |
| Algemene Begraafplaats Crooswijk: voormalig wachtlokaal annex opzichterswoning in chalet-stijl                                                             | Begraafplaats en -onderdl | 1899                                       |                                                               | Crooswijksebocht 31     | 51° 56' 13" NB, 4° 29' 17" OL | 506296 | Meer afbeeldingen                                                  |
| Algemene Begraafplaats Crooswijk: voormalig baarhuisje in chalet-stijl                                                                                     | Begraafplaats en -onderdl | ca. 1899                                   |                                                               | Crooswijksebocht bij 31 | 51° 56' 14" NB, 4° 29' 17" OL | 506297 | Meer afbeeldingen                                                  |
| Algemene Begraafplaats Crooswijk: twee poortgebouwen met tussengelegen begraafplaatshek, gezamenlijk de hoofdingang tot de begraafplaats Crooswijk vormend | Begraafplaats en -onderdl | ca. 1915                                   |                                                               | Kerkhoflaan 1           | 51° 56' 16" NB, 4° 29' 32" OL | 506298 | Meer afbeeldingen                                                  |
| Algemene Begraafplaats Crooswijk: begraafplaatsaula in neo-renaissance trant                                                                               | Begraafplaats en -onderdl | 1915                                       | G. Friedhof                                                   | Kerkhoflaan bij 3       | 51° 56' 17" NB, 4° 29' 39" OL | 506299 | Meer afbeeldingen                                                  |
| Algemene Begraafplaats Crooswijk: parkaanleg | Begraafplaats en -onderdl | ca. 1880                                   | P. Adams, L. Springer en J.T.P. Bijhouwer (mogelijk)          | Crooswijksebocht 31     | 51° 56' 18" NB, 4° 29' 21" OL | 506300 | Meer afbeeldingen                                                  |
| Algemene Begraafplaats Crooswijk: grafheuvel met kwadrant en rotonde                                                                                       | Begraafplaats en -onderdl | ca. 1930                                   |                                                               | Crooswijksebocht bij 31 | 51° 56' 18" NB, 4° 29' 21" OL | 506301 | Meer afbeeldingen                                                  |
| Pompgebouw annex vuilvishuis | Gemaal                    | 1890-1891                                  | W.A. Scholten en G.J de Jongh                                 | Boezemsingel 57         | 51° 55' 47" NB, 4° 29' 48" OL | 506302 | Meer afbeeldingen                                                  |
| Boezembrug | Brug                      | 1903                                       | S.J. Rutgers                                                  | Brug over de Boezem     | 51° 55' 53" NB, 4° 29' 59" OL | 506349 | Meer afbeeldingen                                                  |
| Heineken Kantoor | Handel en kantoor         | 19e eeuw (villa) 1931-1932 (kantoorgebouw) | W. Kromhout Czn.                                              | Crooswijksesingel 50    | 51° 55' 49" NB, 4° 29' 15" OL | 506303 | Meer afbeeldingen                                                  |
| Industriegebouw Goudsesingel | bedrijfsverzamelgebouw    | 1945-1951                                  | bureau Van Tijen & Maaskant met medewerking van E.F. Groosman | Goudsesingel 52-214     | 51° 55' 26" NB, 4° 29' 34" OL | 53083  | Meer afbeeldingen                                                  |
| Gecombineerd bank- en appartementengebouw in Nieuw-Zakelijke stijl                                                                                         | Appartementengebouw       | 1939-1940                                  | B. van Veen                                                   | Goudsesingel 513        | 51° 55' 32" NB, 4° 29' 0" OL  | 524370 | Gecombineerd bank- en appartementengebouw in Nieuw-Zakelijke stijl |

## Kralingen
Kralingen in Rotterdam telt een aantal inschrijvingen in het rijksmonumentenregister. Hieronder een overzicht.
| Object | Oorspronkelijke functie?  | Bouwjaar                     | Architect                                | Locatie                         | Coördinaten?                  | Nr.?   | Afbeelding                                                                                                   |
| --- | ------------------------- | ---------------------------- | ---------------------------------------- | ------------------------------- | ----------------------------- | ------ | --- |
| Meisjes HBS | Sport en recreatie        | 1919-1921                    |                                          | 1e Jerichostraat 2              | 51° 55' 42" NB, 4° 30' 40" OL | 506423 | Meisjes HBS                                                                                                  |
| Vrijstaand dubbel woonhuis in de stijl van het Nieuwe Bouwen                                                                             | Woonhuis                  | 1936                         | W. van Tijen                             | Essenlaan 77                    | 51° 55' 18" NB, 4° 31' 4" OL  | 506366 | Vrijstaand dubbel woonhuis in de stijl van het Nieuwe Bouwen                                                 |
| Woonhuis op de Amerikaanse architectuur van L. Sullivan geïnspireerde Overgangsstijl                                                     | Woonhuis                  | 1903                         | J.P. Stok Wzn.                           | Essenlaan 62                    | 51° 55' 19" NB, 4° 31' 6" OL  | 506367 | Meer afbeeldingen                                                                                            |
| Vrijstaand dubbel woonhuis met ondiepe voortuin achter een ligusterhaag in karakteristieke Engelse Landhuisstijl                         | Woonhuis                  | 1929                         | W. Kromhout Czn.                         | Essenlaan 9                     | 51° 55' 25" NB, 4° 31' 8" OL  | 506369 | Meer afbeeldingen                                                                                            |
| Oostelijk Zwembad | Sport en recreatie        | 1932                         | M. Lockhorst B.N.A.                      | Gerdesiaweg 480                 | 51° 55' 33" NB, 4° 29' 52" OL | 506351 | Meer afbeeldingen                                                                                            |
| Groep van vier onderkelderde stadswoonhuizen met verdieping onder dwarsgeplaatste zadeldaken met dakkapellen                             | Woonhuis                  | laat 19e eeuw/vroeg 20e eeuw |                                          | Goudse Rijweg 403               | 51° 55' 43" NB, 4° 29' 37" OL | 32760  | Groep van vier onderkelderde stadswoonhuizen met verdieping onder dwarsgeplaatste zadeldaken met dakkapellen |
| Kuyl’s Fundatie | Sociale zorg, liefdadigh. | 1814                         | Pieter Picke                             | 's-Gravenweg 71                 | 51° 55' 24" NB, 4° 31' 16" OL | 32909  | Meer afbeeldingen                                                                                            |
| Landhuis "Buitenzorg" met gevel in trant Lodewijk XV-XVI. Houten ophaalbrug. klapbrug, toegang gevend tot het landhuis                   | Woonhuis                  | 19e eeuw (klapbrug)          |                                          | 's-Gravenweg 154                | 51° 55' 25" NB, 4° 31' 22" OL | 32910  | Meer afbeeldingen                                                                                            |
| Landhuis "'s-Gravenhof". Lodewijk XIV-XV-gevel                                                                                           | Woonhuis                  | 1723                         | A. Van der Werff                         | 's-Gravenweg 168                | 51° 55' 26" NB, 4° 31' 25" OL | 32911  | Meer afbeeldingen                                                                                            |
| De Boogerd | Woonhuis                  | 1929                         | M.J. Granpré Molière                     | 's-Gravenweg 69                 | 51° 55' 24" NB, 4° 31' 13" OL | 46866  | Meer afbeeldingen                                                                                            |
| Villa Diepeveen | Woonhuis                  | 1931                         | W. Kromhout Czn.                         | 's-Gravenweg 305                | 51° 55' 19" NB, 4° 31' 47" OL | 506370 | Villa Diepeveen                                                                                              |
| Woonhuis Krantz | Woonhuis                  | 1928-1929                    | ir. D. Roosenburg                        | Groene Wetering 31              | 51° 55' 16" NB, 4° 31' 13" OL | 506363 | Meer afbeeldingen                                                                                            |
| Twee villa's in wit geverfde baksteen en met houten kozijnen                                                                             | Woonhuis                  | 1930-1931                    | F.A Eschauzier                           | Groene Wetering 17              | 51° 55' 15" NB, 4° 31' 18" OL | 506368 | Meer afbeeldingen                                                                                            |
| Nederlands Hervormde Kerk | Kerk en kerkonderdeel     | 1841                         | A. Roodenburg                            | Hoflaan 1                       | 51° 55' 27" NB, 4° 30' 58" OL | 32912  | Meer afbeeldingen                                                                                            |
| Labor Nobilitat | Woonhuis                  | 1885                         | B.H. Beijderwellen                       | Hoflaan 30                      | 51° 55' 24" NB, 4° 30' 58" OL | 506360 | Meer afbeeldingen                                                                                            |
| Pastorie Sint Lambertuskerk | Kerkelijke dienstwoning   | 1877-1878                    |                                          | Hoflaan 121                     | 51° 55' 13" NB, 4° 30' 51" OL | 506429 | Meer afbeeldingen                                                                                            |
| Flatgebouw Kralingen | Appartementengebouw       | 1937-1938                    | W. van Tijen                             | Kralingse Plaslaan 120          | 51° 55' 58" NB, 4° 30' 21" OL | 506350 | Meer afbeeldingen                                                                                            |
| Blok etagewoningen met winkels op de begane grond in Zakelijk Expressionistische stijl                                                   | Woonhuis                  | 1931                         | Co Brandes                               | Goudse Rijweg 2a ; Vlietlaan 61 | 51° 55' 44" NB, 4° 30' 5" OL  | 506352 | Blok etagewoningen met winkels op de begane grond in Zakelijk Expressionistische stijl                       |
| Clubgebouw Rotterdamsche Zeilvereeniging                                                                                                 | Sport en recreatie        | 1937                         | W. van Tijen                             | Kralingse Plaslaan 113          | 51° 55' 58" NB, 4° 30' 25" OL | 506353 | Clubgebouw Rotterdamsche Zeilvereeniging                                                                     |
| Rij etagewoningen in Nieuw Zakelijke trant                                                                                               | Appartementengebouw       | ca. 1930                     |                                          | Honingerdijk 25a                | 51° 55' 10" NB, 4° 30' 53" OL | 506354 | Meer afbeeldingen                                                                                            |
| Hofje Uit liefde en voorzorg | Sociale zorg, liefdadigh. | 1904                         | Gerrit Spelt                             | Voorschoterlaan 79              | 51° 55' 22" NB, 4° 30' 39" OL | 506355 | Meer afbeeldingen                                                                                            |
| Herenhuis met trapgevel in opvallende Hollandse neo-Renaissancestijl                                                                     | Woonhuis                  | ca. 1905                     | architectenbureau C. Bruijnzeel en zonen | Voorschoterlaan 44              | 51° 55' 26" NB, 4° 30' 47" OL | 506356 | Herenhuis met trapgevel in opvallende Hollandse neo-Renaissancestijl                                         |
| Herenhuis in neo-Byzantijnse trant | Woonhuis                  | ca. 1905                     | architectenbureau C. Bruijnzeel en zonen | Voorschoterlaan 54              | 51° 55' 25" NB, 4° 30' 46" OL | 506357 | Herenhuis in neo-Byzantijnse trant                                                                           |
| Herenhuis gebouwd in sobere Um-1800 (overgangs)stijl                                                                                     | Woonhuis                  | 1907-1908                    | architectenbureau C.Bruijnzeel en zonen  | Voorschoterlaan 46              | 51° 55' 26" NB, 4° 30' 47" OL | 506358 | Herenhuis gebouwd in sobere Um-1800 (overgangs)stijl                                                         |
| Half vrijstaande stadsvilla achter smeedijzeren hekwerk                                                                                  | Woonhuis                  | ca. 1910                     | architectenbureau C.Bruijnzeel en zonen  | Slotlaan 31                     | 51° 55' 17" NB, 4° 30' 57" OL | 506359 | Half vrijstaande stadsvilla achter smeedijzeren hekwerk                                                      |
| Het Oude Slot | Woonhuis                  | ca. 1880                     |                                          | Slotlaan 29                     | 51° 55' 17" NB, 4° 30' 57" OL | 506361 | Het Oude Slot                                                                                                |
| Vrijstaand blok van drie geschakelde villa's met diepe voortuinen achter een gietijzeren hek in eclectische trant                        | Woonhuis                  | 1881                         | Van Goor                                 | Vijverlaan 70                   | 51° 55' 19" NB, 4° 31' 3" OL  | 506362 | Meer afbeeldingen                                                                                            |
| Portierswoning "De Ypenhof" met bijbehorende brug                                                                                        | Dienstwoning              | 1929                         | W. Kromhout                              | Laan van Ypenhof 4              | 51° 55' 26" NB, 4° 31' 12" OL | 506364 | Meer afbeeldingen                                                                                            |
| Geheel vrijstaand dubbel woonhuis | Woonhuis                  | 1872-1883                    | J.D. Labots                              | Vijverweg 26                    | 51° 55' 13" NB, 4° 30' 57" OL | 506365 | Meer afbeeldingen                                                                                            |
| Boerderij met dwars woonhuis, waarin rechts een opkamer. Vensters met zesruitsschuiframen. Stal dwars op het woonhuis aan de achterzijde | Boerderij                 | 17e eeuw                     |                                          | Schaardijk 482                  | 51° 54' 34" NB, 4° 32' 54" OL | 11477  | Meer afbeeldingen                                                                                            |
| Villa Trompenburg | Kasteel, buitenplaats     | 1859                         |                                          | Honingerdijk 70                 | 51° 55' 6" NB, 4° 31' 1" OL   | 506439 | Villa Trompenburg                                                                                            |
| Villa Trompenburg | Bijgebouwen kastelen enz. | 1880-1890                    |                                          | Honingerdijk 80                 | 51° 55' 5" NB, 4° 31' 2" OL   | 506440 | Meer afbeeldingen                                                                                            |
| Woningbouwcomplex Jaffa | Appartementengebouw       | 1935-1936                    |                                          | Karmelweg 1a                    | 51° 55' 60" NB, 4° 30' 12" OL | 506408 | Woningbouwcomplex Jaffa                                                                                      |
| Woningbouwcomplex jaffa | Appartementengebouw       | 1935-1936                    |                                          | Nazarethstraat 1a               | 51° 55' 58" NB, 4° 30' 18" OL | 506409 | Woningbouwcomplex jaffa                                                                                      |
| Woningbouwcomplex jaffa | Appartementengebouw       | 1935-1936                    |                                          | Ramlehstraat 2                  | 51° 55' 55" NB, 4° 30' 19" OL | 506410 | Woningbouwcomplex jaffa                                                                                      |
| Woningbouwcomplex jaffa | Appartementengebouw       | 1935-1936                    |                                          | Ebalstraat 1a                   | 51° 55' 57" NB, 4° 30' 17" OL | 506411 | Woningbouwcomplex jaffa                                                                                      |
| Woningbouwcomplex jaffa | Appartementengebouw       | 1935-1936                    |                                          | Sichemstraat 1a                 | 51° 55' 59" NB, 4° 30' 16" OL | 506412 | Woningbouwcomplex jaffa                                                                                      |
| Woningbouwcomplex Jaffa | Appartementengebouw       | 1935-1936                    |                                          | Hebronstraat 1a                 | 51° 55' 59" NB, 4° 30' 14" OL | 506413 | Meer afbeeldingen                                                                                            |
| Het Van der Leeuw Huis: woonhuis met daarachter een tennishuisje                                                                         | Woonhuis                  | 1927-1928                    | J.A.Brinkman en L.C. van der Vlugt       | Kralingse Plaslaan 38           | 51° 55' 50" NB, 4° 30' 43" OL | 46871  | Meer afbeeldingen                                                                                            |
| Manègegebouw | Sport en recreatie        | 1936-1937                    | W. van Tijen                             | Kralingseweg 120                | 51° 55' 37" NB, 4° 31' 35" OL | 528213 | Manègegebouw                                                                                                 |
| Rotterdamsche Manège: stalgebouw | Sport en recreatie        | 1936-1937                    |                                          | Kralingseweg bij 120            | 51° 55' 36" NB, 4° 31' 35" OL | 528215 | Rotterdamsche Manège: stalgebouw                                                                             |
| Rotterdamsche Manège: dubbel woonhuis | Dienstwoning              | 1936-1937                    | W. van Tijen                             | Kralingseweg 122                | 51° 55' 36" NB, 4° 31' 35" OL | 528216 | Rotterdamsche Manège: dubbel woonhuis                                                                        |
| Sint Lambertuskerk | Kerk en kerkonderdeel     | 1877-1878                    |                                          | Oostzeedijk Beneden 3           | 51° 55' 12" NB, 4° 30' 49" OL | 506428 | Sint Lambertuskerk                                                                                           |
| begraafplaats Oud Kralingen: familiegraf Kruyff Bartholomeus & Z                                                                         | Begraafplaats en -onderdl | 1911                         |                                          | Laan van Oud-Kralingen 1        | 51° 55' 55" NB, 4° 32' 54" OL | 527205 | begraafplaats Oud Kralingen: familiegraf Kruyff Bartholomeus & Z                                             |
| De Lelie | Industrie- en poldermolen | 1740/1840                    |                                          | Plaszoom 356                    | 51° 55' 57" NB, 4° 31' 18" OL | 32922  | Meer afbeeldingen                                                                                            |
| De Ster | Industrie- en poldermolen | 1866/1969                    |                                          | Plaszoom 324                    | 51° 55' 54" NB, 4° 31' 17" OL | 32920  | Meer afbeeldingen                                                                                            |
| Woonhuis op terrein vm Ypenhof | Woonhuis                  | 1948-1952                    | J.H. van den Broek                       | Kralingseweg 179                | 51° 55' 36" NB, 4° 31' 19" OL | 530886 | Meer afbeeldingen                                                                                            |
| Houten ophaalbrug van het voormalige buiten Ypenhof                                                                                      | Brug                      | begin 19e eeuw               |                                          | Kralingseweg bij 179            | 51° 55' 36" NB, 4° 31' 19" OL | 32917  | Meer afbeeldingen                                                                                            |
| Watertoren | Nutsbedrijf               | 1871-1873                    | C.B. van der Tak                         | Watertorenweg 1802              | 51° 54' 44" NB, 4° 31' 12" OL | 32914  | Meer afbeeldingen                                                                                            |
| Meisjes HBS | Onderwijs en wetenschap   | 1919-1921                    |                                          | Mecklenburglaan 49              | 51° 55' 40" NB, 4° 30' 39" OL | 506421 | Meisjes HBS                                                                                                  |
| Meisjes HBS | Dienstwoning              | 1919-1921                    |                                          | Mecklenburglaan 47              | 51° 55' 41" NB, 4° 30' 40" OL | 506422 | Meisjes HBS                                                                                                  |
| Libanon Lyceum | Onderwijs en wetenschap   | 1912-1913                    |                                          | Ramlehweg 6                     | 51° 55' 53" NB, 4° 30' 20" OL | 506415 | Meer afbeeldingen                                                                                            |
| Libanon Lyceum | Sport en recreatie        | 1912-1913                    |                                          | Palestinastraat 46              | 51° 55' 53" NB, 4° 30' 23" OL | 506416 | Libanon Lyceum                                                                                               |
| Libanon Lyceum | Dienstwoning              | 1912-1913                    |                                          | Palestinastraat 45              | 51° 55' 53" NB, 4° 30' 22" OL | 506417 | Libanon Lyceum                                                                                               |
| Libanon Lyceum | Tuin, park en plantsoen   | 1910-1913                    |                                          | Cederstraat 5                   | 51° 55' 56" NB, 4° 30' 22" OL | 506418 | Meer afbeeldingen                                                                                            |
| Libanon Lyceum | Onderwijs en wetenschap   | 1912-1913                    |                                          | Ramlehweg bij 6                 | 51° 55' 53" NB, 4° 30' 20" OL | 506419 | Libanon Lyceum                                                                                               |
| De Lelie: Karottenfabriekje | Industrie                 | 1840                         |                                          | Plaszoom 360                    | 51° 55' 57" NB, 4° 31' 17" OL | 32921  | De Lelie: Karottenfabriekje                                                                                  |
| Villa Wagner | Woonhuis                  | 1870                         | Jan van Teeffelen                        | Vijverlaan 71k1                 | 51° 55' 19" NB, 4° 31' 1" OL  | 506431 | Villa Wagner                                                                                                 |
| Villa Tannhauser en Lohengrin | Woonhuis                  | 1904-1906                    | Jan van Teeffelen                        | Vijverlaan 61                   | 51° 55' 20" NB, 4° 31' 1" OL  | 506432 | Villa Tannhauser en Lohengrin                                                                                |
| Villa Wotan en Walkure | Woonhuis                  | 1904-1906                    | Jan van Teeffelen                        | Vijverlaan 71k2                 | 51° 55' 20" NB, 4° 30' 60" OL | 506433 | Villa Wotan en Walkure                                                                                       |
| Villa Rheingold en Siegfried | Woonhuis                  | 1904-1906                    | Jan van Teeffelen                        | Vijverlaan 71k4                 | 51° 55' 20" NB, 4° 30' 58" OL | 506434 | Villa Rheingold en Siegfried                                                                                 |
| Villa Parsifal | Woonhuis                  | 1904-1906                    | Jan van Teeffelen                        | Vijverlaan 71k6                 | 51° 55' 19" NB, 4° 30' 59" OL | 506435 | Villa Parsifal                                                                                               |
| Villa Tristan en Isolde | Woonhuis                  | 1904-1906                    | Jan van Teeffelen                        | Vijverlaan 71k7                 | 51° 55' 19" NB, 4° 30' 59" OL | 506436 | Villa Tristan en Isolde                                                                                      |
| Villa Rienzi | Woonhuis                  | 1904-1906                    | Jan van Teeffelen                        | Vijverlaan 71k9                 | 51° 55' 18" NB, 4° 30' 59" OL | 506437 | Meer afbeeldingen                                                                                            |

## Beschermde gezichten
- Rijksbeschermd gezicht Kralingen - Midden